# Yaeum-Jangsaengpo-dong
Yaeum-Jangsaengpo-dong là một dong, hoặc phường, của Nam-gu ở Ulsan, Hàn Quốc.
Ban đầu nó có tên là Yaeum 1-Jangsaengpo-dong, phường đã đổi tên vào năm 2007.

## Liên kết
Trang chủ Ulsan Namgu